# Рымарь, Николай Фёдорович
Николай Фёдорович Ры́марь (1900—1987) — советский приборостроитель.

## Биография
С начала 1930-х годов преподавал и вёл научную работу в Московском станкоинструментальном институте. Одновременно работал в Комитете мер и измерительных приборов при СМ СССР.
В 1938 году вместе с И. Е. Городецким разработал первый в СССР автомат для контроля размеров цилиндрических деталей производительностью 2300 деталей в час с погрешностью ± 0,001 мм.
В 1940 году они же спроектировали первый советский прибор для контроля размеров деталей в процессе шлифования.
Во время войны Н. Ф. Рымарь занимался алмазной обработкой прецизионных деталей вооружения
Доктор технических наук, профессор.

## Награды и премии
- Сталинская премия первой степени (1951) — за разработку принципов комплексной автоматизации производственных процессов в машиностроении, проектирование и освоение автоматического завода поршней
- медаль «За трудовую доблесть»

## Публикации
- Средства производительной поверки мер и приборов для измерения размеров в машиностроении [Текст] / Н. Ф. Рымарь ; Совет нар. хозяйства Моск. (гор.) экон. адм. района. — Москва : ЦБТИ, 1959. — 47 с. : ил. ; 22 см. — (Достижения науки и техники). — Библиогр.: с. 45-46 (18 назв.). — 2200 экз.
- Приспособления для контроля размеров деталей в машиностроении [Текст] / Н. Ф. Рымарь. — М. : Машгиз, 1947. — 86 с.